# آموزش صلح
آموزش صلح روند کسب ارزش‌ها و دانش و پرورش نگرش و مهارت‌ها و رفتارهایی است که فرد برای به زندگی در هماهنگی با خود و با دیگران و با محیط زیست نیاز دارد.
سازمان ملل متحد اعلامیه‌های متعددی دربارهٔ اهمیت آموزش صلح دارد. بان کی مون، دبیرکل سابق سازمان ملل متحد سال ۲۰۱۳ را به عنوان سال بین‌المللی صلح نامگذاری کرده‌است تا تفکر عمومی و بودجه لازم را به اهمیت آموزش صلح به عنوان وسیله ای برای رسیدن به فرهنگ صلح جلب کند.دبیرکل سابق یونسکو، کیوچیرو ماتسورا، نوشته است آموزش صلح «اهمیت اساسی در رسالت یونسکو و سازمان ملل متحد دارد.»

## تعریف
یان هریس و جان سینوت آموزش صلح را به عنوان یک سری از موقعیت‌های تعلیمی تعریف کرده‌اند که در آن اشتیاق فرد به صلح تقویت می‌شود، گزینه‌های غیرخشونت بار برای مدیریت تنش می‌یابد و مهارت‌های تفکر انتقادی برای نقد ساختارهایی که بی عدالتی و نابرابری را ترویج می‌دهند در او پرورش می‌یابد.
اغلب نظریه یا فلسفه آموزش و پرورش صلح بیان نشده باقی مانده. یوهان گالتونگ در سال ۱۹۷۵ اشاره کردکه هیچ نظریه برای آموزش صلح وجود ندارد و نیاز فوری به چنین نظریه ای است. اخیراً تلاش‌هایی برای طرح‌ریزی چنین نظریه ای صورت گرفته‌است. یوکائیم جیمز کالیا پیشنهاد کرده‌است که یک بنیان فلسفی برای آموزش صلح ممکن است در مفهوم کانتی وظیفه یافت شود.
از اوایل قرن ۲۰ «آموزش صلح» در برنامه‌های مختلف در سراسر جهان به موضوعاتی از جمله مسئولیت زیست‌محیطی، مهارت‌های ارتباطی، مهارت‌های حل تعارض، دموکراسی و آگاهی از حقوق بشر، پذیرش تنوع، همزیستی و برابری جنسیتی پرداخته است.